# Kabinett Saionji I
Das 1. Kabinett Saionji (jap. 第一次西園寺内閣, dai-ichiji Saionji naikaku) regierte Japan unter Führung von Premierminister Saionji Kimmochi vom 7. Januar 1906 bis zum 14. Juli 1908.
| Amt                                    | Name              | Amtszeit                                                               | Kammer (Wahlkreis) | Fraktion |
| -------------------------------------- | ----------------- | ---------------------------------------------------------------------- | ------------------ | -------- |
| Premierminister                        | Saionji Kimmochi  |                                                                        |                    |          |
| Außenminister                          | Katō Takaaki      | 7. Januar 1906 bis 3. März 1906                                        |                    |          |
| Außenminister                          | Saionji Kimmochi  | 3. März 1906 bis 19. Mai 1906; 30. August 1906 bis 18. September 1906  |                    |          |
| Außenminister                          | Hayashi Tadasu    | 19. Mai 1906 bis 30. August 1906; 18. September 1906 bis 14. Juli 1908 |                    |          |
| Innenminister                          | Hara Kei          |                                                                        |                    |          |
| Finanzminister                         | Sakatani Yoshio   | 7. Januar 1906 bis 14. Januar 1908                                     |                    |          |
| Finanzminister                         | Matsuda Masahisa  | 14. Januar 1908 bis 14. Juli 1908                                      |                    |          |
| Heeresminister                         | Terauchi Masatake |                                                                        |                    |          |
| Marineminister                         | Saitō Makoto      |                                                                        |                    |          |
| Justizminister                         | Matsuda Masahisa  | 7. Januar 1906 bis 25. März 1908                                       |                    |          |
| Justizminister                         | Senke Takatomi    | 25. März 1908 bis 14. Juli 1908                                        |                    |          |
| Kultusminister                         | Saionji Kimmochi  | 7. Januar 1906 bis 25. März 1908                                       |                    |          |
| Kultusminister                         | Makino Nobuaki    | 25. März 1908 bis 14. Juli 1908                                        |                    |          |
| Minister für Landwirtschaft und Handel | Matsuoka Yasutake |                                                                        |                    |          |
| Minister für Kommunikation             | Yamagata Isaburō  | 7. Januar 1906 bis 14. Januar 1908                                     |                    |          |
| Minister für Kommunikation             | Hara Kei          | 14. Januar 1908 bis 25. März 1908                                      |                    |          |
| Minister für Kommunikation             | Hotta Masayasu    | 25. März 1908 bis 14. Juli 1908                                        |                    |          |

## Andere Positionen
| Amt                        | Name                                                  |
| -------------------------- | ----------------------------------------------------- |
| Chefkabinettssekretär      | Ishiwatari Bin’ichi 7. Januar 1906 bis 4. Januar 1908 |
| Chefkabinettssekretär      | Minami Hiroshi 4. Januar 1908 bis 14. Juli 1908       |
| Leiter des Legislativbüros | Okano Keijirō                                         |